# Eleonor Carreras Torrescasana
Eleonor Carreras Torrescasana o Eleonor Carreras de Campa (Barcelona, 1843 - 29 de desembre de 1907) va ser una pintora catalana activa durant la segona meitat del segle xix però de la qual no hi ha cap obra documentada en l'actualitat. També se la coneix com a Elionor Carreras d'Urgell o Leonor Carreras de Campa.

## Biografia
Era filla d'Agustí Carreras de Campa natural de Barcelona i de Ramona Torrescasana de Calaf, i el seu germà Artur Carreras també és documentat com a pintor.
No es coneixen els detalls de la seva formació artística, per bé que s'ha afirmat que va ser deixebla de Modest Urgell, amb qui es va casar al monestir de Montserrat el maig de 1865. La primera notícia de la seva trajectòria expositiva és del 1866, quan va participar en l'Exposició Nacional de Belles Arts celebrada a Madrid, on va presentar l'esbós Efecto de luz artificial. Al catàleg consta que en aquell moment residia a Madrid i figura com Leonor Carreras de Campa, ja que als primers anys de la seva carrera emprava els dos cognoms del seu pare. Poc després va començar a emprar el cognom del seu marit. Segons consta, els primers anys la parella residia a Girona, en unes golfes d’un pis del carrer de la Força, i tenia certes dificultats econòmiques.
L’any 1868 va prendre part en l'exposició d’art organitzada a Barcelona per la Societat per a exposicions de Belles Arts, i ho va fer amb paisatges de la vora del Ter, dels voltants de Mata, del Prat, de Banyoles i diversos estudis de paisatge del natural. Posteriorment va ampliar la seva formació a l'Acadèmia de Belles Arts de Lió i l’any 1870 el matrimoni vivia al Boulevard Clichy de París junt amb una pagesa d’Olot. A França, Anna Torra i Modest Urgell van fer amistat amb Sarah Bernardt, Alexandre Dumas y Corot.
L'any 1870 va exposar de nou a Barcelona, a l'exposició d’art de la Societat per a exposicions de Belles Arts, mostrant quatre paisatges i l'obra titulada Unas lavanderas. En la del 1871 va participar amb cinc paisatges. En aquell moment vivia al carrer del Carme de Barcelona. Una de les obres que va presentar a l'edició del 1872, La precaución, (junt amb Camino de Berck i Una niña), la va adquirir el col·leccionista Josep Brugada.
El 1872 va presentar l’obra Carrer de Vimbodí al Saló de París. En aquell moment residien a Tolosa.
L’any 1874 van tornar a Catalunya i es van establir a Vilanova i la Geltrú, on va néixer el seu fill, el també pintor Ricard Urgell i Carreras, i a partir d’aquesta data no es tenen més notícies de la seva activitat artística. Va morir el 27 de desembre de 1907 a l'edat de 64 anys.
La localització d’obra d’Eleonor Carreras és difícil perquè, segons els historiadors, la seva obra era molt similar a la de Modest Urgell i alguns antiquaris i marxants van canviar la signatura d’algunes de les seves obres per la del seu companys per afavorir-ne la venda.